# Els Cants d'Hiperió
Els Cants d'Hiperió (original: Hyperion Cantos) és una sèrie de novel·les de ciència-ficció escrites per Dan Simmons. El títol era al principi utilitzat per la col·lecció del primer parell de llibres de la sèrie, Hiperió i La Caiguda d'Hyperió, i més tard es va utilitzar per a referir-se a la història globalment, incloent Endymion, L'ascens d'Endimió, i un nombre d'històries curtes.
De les quatre novel·les, Hyperion va rebre el Premi Hugo a la millor novel·la i el Premi Locus el 1990; The Fall of Hyperion va guanyar el premi Locus i el premi de la British Science Fiction Association el 1991; i The Rise of Endymion va rebre el Premi Locus el 1998.

## Desenvolupament
L'original Els Cants d'Hiperió ha estat descrit com una novel·la publicada en dos volums, publicada per separat al principi per raons de llargada. A la seva introducció a "Orfes del Helix", Simmons afirma que:
"Alguns lectors poden saber que he escrit quatre novel·les ubicades a l'univers 'Hiperió —Hiperió, La Caiguda d'Hiperió, Endymion, i L'ascens d'Endymion. Un subconjunt perspicaç d'aquells lectors —potser la majoria— sap que l'anomenada èpica de fet consisteix en dos llargs i mútuament dependents contes, les dues històries d'Hiperió combinades i les dues històries d'Endimiócombinades, trencades pels quatre llibres a causa de les realitats de la publicació."

## Ubicació de la història

### El Shrike
La regió de les Tombes és també la casa del Shrike, una criatura amenaçadora mig-mecànica mig-orgànica amb quatre braços que apareix a la sèrie prominentment.